# František Uhlíř sr.
František Uhlíř sr. (Ústí nad Orlicí, 28 augustus 1920 – Ústí nad Orlicí, 22 november 2013) was een Tsjechisch componist en dirigent. 

## Leven
Uhlíř kreeg zijn eerste muziekles aan de muziekschool in Pardubice. Hij studeerde muziek met de hoofdvakken piano en trombone in Brno. Nadat hij afgestudeerd was werd hij leraat aan de basisschool Jaroslav Kocian school in Ústí nad Orlicí (Duits: Wildenschwert). Eveneens leidde hij het grote harmonieorkest van deze school. 
Als componist werkte hij samen met de Tsjechische omroep en de militaire kapel van de garnizoen Hradec Králové (Duits: Königgrätz).
Zijn zoon František Uhlíř jr. is eveneens componist en befaamd jazz-contrabassist.
František Uhlíř sr. overleed in 2013 op 93-jarige leeftijd.

## Composities

### Werken voor harmonieorkest
- Obec Dunajovice
- Orlicanka Polka